# Daniela Bártová
Daniela Bártová, (* 6. května 1974 Ostrava) je bývalá česká gymnastka a později atletka, držitelka sedmnácti (9x dráha, 8x hala) světových rekordů ve skoku o tyči v soutěži žen, halová vicemistryně Evropy z roku 1998 v této disciplíně a účastnice dvou letních olympiád. Jejím exmanželem je kanoista Jan Břečka.

## Účast na olympiádě
Jedná se o ženu, jež na každé olympiádě soutěžila za jiný stát a to ve zcela odlišné sportovní disciplíně.
Na letních olympijských hrách 1992 ve španělské Barceloně závodila za bývalé Československo ve sportovní gymnastice. Stala se několikanásobnou mistryní ve vícebojích i na jednotlivých nářadích. Na mistrovství Evropy obsadila 14. místo na Mistrovství světa 28. místo. Na Olympijských hrách v Barceloně si koupila tretry a ukončila gymnastickou kariéru. O osm let později v roce 2000 na olympiádě v australském Sydney závodila za Českou republiku v atletické disciplíně, ve skoku o tyči a výkonem 450 cm skončila těsně pod stupni vítězů, na 4. místě. Jako atletka je držitelkou několika světových rekordů. Vrcholovému sportu se věnovala 18 let.

## Úspěchy - skok o tyči
V roce 1996 obsadila výkonem 395 cm 6. místo na halovém ME ve Stockholmu, kde se konala ženská tyčka vůbec poprvé v historii šampionátu. Na následujícím halovém ME 1998 ve Valencii vybojovala výkonem 440 cm stříbrnou medaili, když výše skočila jen Ukrajinka Anžela Balachonovová (445 cm). V témže roce však neprošla na evropském šampionátu v Budapešti sítem kvalifikace.
Zúčastnila se také halového MS 1997 v Paříži, kde skončila na 5. místě. V roce 1999 skončila na MS v atletice v Seville společně s další českou tyčkařkou Pavlou Hamáčkovou na děleném 6. místě. Šestkrát v řadě se stala vítězkou exhibičního mítinku Pražská tyčka.

## Přehled světových rekordů
- 412 cm - Duisburg, Německo, 18. června 1995
- 413 cm - Wesel, Německo, 24. června 1995
- 414 cm - Gateshead, Anglie, 2. července 1995
- 415 cm - Ostrava, Česko, 6. července 1995
- 416 cm - Feldkirch, Rakousko, 14. července 1995
- 417 cm - Feldkirch, Rakousko, 15. července 1995
- 420 cm - Kolín nad Rýnem, Německo, 18. srpna 1995
- 421 cm - Linec, Rakousko, 22. srpna 1995
- 422 cm - Salgótarján, Maďarsko, 11. září 1995

## Osobní rekordy
- hala - (448 cm - 8. března 1998, Sindelfingen)
- venku - (451 cm - 9. června 1998, Bratislava)